# Бунума
Бунума (на френски: Bounouma) е град и община в южна Гвинея, регион Нзерекоре, префектура Нзерекоре. Населението на общината през 2014 година е 22 106 души.